# سان ایر (سودان)
سان ایر (به انگلیسی: Sun Air) یک شرکت هواپیمایی با کد یاتا 1Y است که در تاریخ ۲۰۰۸ میلادی تأسیس شده است. دفتر مرکزی سان ایر در خرطوم، سودان واقع شده است و قطب این شرکت هواپیمایی در فرودگاه بین‌المللی خرطوم قرار دارد.